# Década de 1000

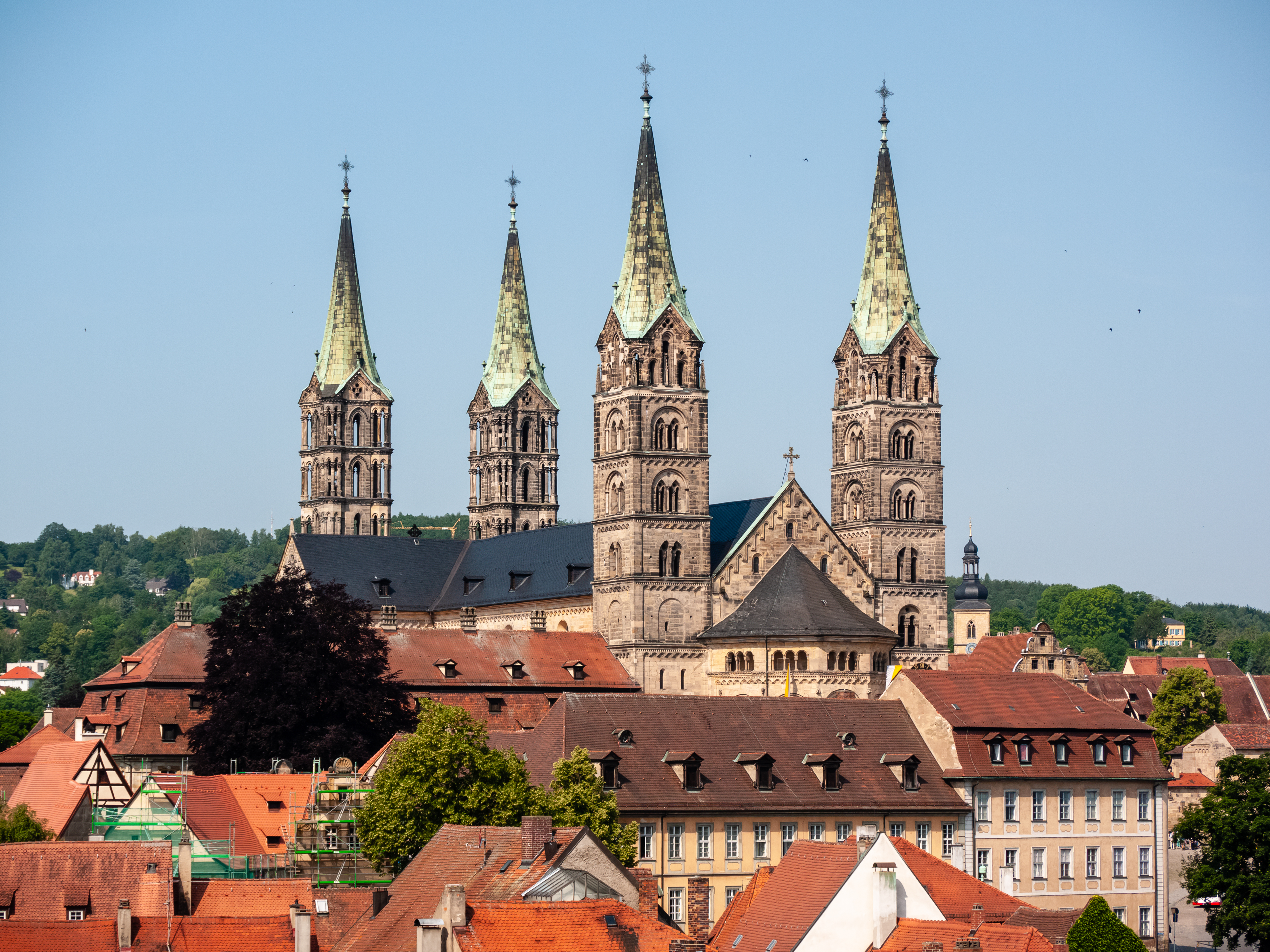
Catedral de Bamberg vista da torre do Castelo de Geyerswörth.

Séculos: (Século X - Século XI - Século XII)
Décadas: 950 960 970 980 990 - 1000 - 1010 1020 1030 1040 1050
Anos: 1000 - 1001 - 1002 - 1003 - 1004 - 1005 - 1006 - 1007 - 1008 - 1009